# معروف البخيت
معروف البخيت (مواليد 18 مارس 1947 - 7 أكتوبر 2023)، سياسي أردني ولد في ماحص. كان رئيساً للوزراء مرتين. شغل منصب رئيس الوزراء لأول مرة من 27 نوفمبر 2005 حتى 25 نوفمبر 2007 ومرة أخرى من 9 فبراير 2011 إلى 17 أكتوبر 2011. كما شغل البخيت منصب السفير الأردني في إسرائيل. عينه الملك عبد الله الثاني رئيساً للوزراء بعد أقل من ثلاثة أسابيع من تفجيرات عمان عام 2005 ، وكانت أولويات البخيت الرئيسية الحفاظ على الأمن والاستقرار في الأردن. أعاد الملك تعيينه رئيسًا للوزراء في 1 فبراير 2011 بعد أسابيع من الاحتجاجات ضد حكومة سمير الرفاعي.
التحق بالقوات المسلحة الأردنية في 1964. وخلال عمله في القوات المسلحة حصل على شهادة البكالوريوس في الإدارة العامة والعلوم السياسية من الجامعة الأردنية، ثم تابع دراسته فحصل على ماجستير بالإدارة العامة من جامعة جنوب كاليفورنيا، والدكتوراه من كلية كينغر التابعة لجامعة لندن.

## مناصب
- كان البخيت عضو في الوفد الأردني المفاوض لمعاهدة السلام بين الأردن وإسرائيل التي تم توقيعها في 26 أكتوبر 1994.
- عمل استاذا للعلوم السياسية في جامعة مؤته ما بين 1997 إلى 1999
- تقاعد من القوات المسلحة برتبة لواء ركن في 1999.
- عمل بعد تقاعدة كمستشار في دائرة المخابرات العامة الأردنية.
- عين نائبا لرئيس جامعة مؤته للشؤون العسكرية.
- عين سفيرا في تركيا خلال الفترة من 2002 إلى 2005
- عين سفيرا في إسرائيل عام 2005 ويمتلك علاقات شخصية طيبة مع عدد من كبار السياسيين فيها.
- في 16 نوفمبر 2005 عيّن مديرا للامن الوطني ومديرا لمكتب عبد الله الثاني بن الحسين، ملك الأردن، بالوكالة.

## تشكيل الحكومة

### الحكومة الأولى
في 24 نوفمبر 2005 كلف بتشكيل الحكومة رقم 90 منذ قيام عبد الله بن الحسين بتأسيس امارة شرق الأردن عام 1921. وأصبح الرئيس الخامس الذي يشكل حكومة في عهد الملك عبد الله الثاني. أجرى تعديلين وزاريين على حكومته وتميز عهده الأول بعدم الرضا الشعبي والانتقادات الكبيرة لأدائه، نتيجة لأحداث كثيرة منها:
1. تم في عهده الإفراج عن عميد الأسرى الأردنيين سلطان العلجوني من السجون الإسرائيلية ليدخل مباشرة إلى السجون الأردنية.
2. توجيه الاتهام إلى حكومته بالإهمال في حادث تسمم مياه منشية بني حسن.
3. اتهمه المعارضون بتزوير الانتخابات النيابية والبلدية التي تمت بعهده وأيدهم بذلك التقرير الصادر عن المركز الوطني لحقوق الإنسان.
4. قضية فساد الكازينو، والتي تمت تبرئته منها في تصويت مجلس النواب الأردني يوم 27 حزيران 2011.
5. التأزيم الحاد مع الإخوان المسلمين وجبهة العمل الإسلامي وصولا إلى وضع يد الحكومة على جمعية المركز الإسلامي الذراع الاجتماعي للإخوان المسلمين بسبب ما قيل أنه تهم بالفساد لكن لم يثبت شيء ولم تقدم القضية إلى المحكمة.

### الحكومة الثانية
كلف معروف البخيت لتشكيل حكومة جديدة بتاريخ 1/2/2011 خلفا لحكومة سمير زيد الرفاعي التي قدمت استقالتها للملك الأردني.على أن يقوم بمجموعة من الإصلاحات السياسية وبتاريخ 17\10\2011 قبل الملك عبد الله الثاني استقالة الدكتور معروف البخيت من رئاسة الوزراء وعين الدكتور عون الخصاونة خلفاً له.

## وصلات خارجية
- تقرير المركز الوطني لحقوق الإنسان عن تزوير انتخابات 2007
- خبر مثول رئيس الوزراء في استجواب لهيئة مكافحة الفساد فيما يعرف باسم قضية الكازينو.

| سبقه عدنان بدران      | رئيس الوزراء 24 نوفمبر 2005 - 22 نوفمبر 2007 | تبعه نادر الذهبي  |
| سبقه سمير زيد الرفاعي | رئيس الوزراء 2 فبراير 2011- 17 أكتوبر 2011   | تبعه عون الخصاونة |